# Ephippiger carlottae
Ephippiger carlottae är en insektsart som beskrevs av Fontana och Odé 2003. Ephippiger carlottae ingår i släktet Ephippiger och familjen vårtbitare. Inga underarter finns listade i Catalogue of Life.